# Хуан Крус (футболіст, 2000)
Хуа́н Крус Ді́ас Еспо́сіто (ісп. Juan Cruz Díaz Espósito), відомий як Хуа́н Крус (ісп. Juan Cruz; нар. 25 квітня 2000, Кільмес) — іспанський футболіст, вінгер клубу «Леганес».

## Клубна кар'єра
2010 року приєднався до академії клубу «Малага». 19 листопада 2017 року дебютував за резервну команду в матчі Терсери проти «Мартоса».
19 травня 2018 року дебютував в основному складі «Малаги» в матчі Ла-Ліги проти «Хетафе», замінивши Мегді Ласена.
1 липня 2021 року підписав дворічний контракт з клубом «Реал Бетіс», після чого був переведений до другої команди. 16 жовтня 2022 року в матчі проти «Альмерії» дебютував в основному складі «Бетіса». 21 жовтня продовжив контракт з «Бетісом» до 2025 року. 30 жовтня в поєдинку проти «Реал Сосьєдада» забив свій перший гол за «Бетіс».
1 лютого 2024 року перейшов на правах оренди в клуб Сегунди «Леганес» до кінця сезону. 18 лютого дебютував за «Леганес» в матчі Сегунди проти «Алькоркона», вийшовши на заміну Мігелю де ла Фуенте. 11 березня в поєдинку чемпіонату проти «Аморебієти» забив свій перший гол за «Леганес». Всього за час оренди відзначився 4 м'ячами в 16 зустрічах за «Леганес», допомігши команді виграти Сегунду та підвищитись у класі.
12 червня 2024 року підписав повноцінний контракт з «Леганесом» до червня 2028 року. 17 серпня 2024 року в матчі проти «Осасуни» забив свій перший гол у Ла-Лізі. 25 серпня в поєдинку проти «Лас-Пальмаса» забив м'яч ударом з 25 метрів, який в підсумку визнано голом місяця Ла-Ліги за серпень 2024 року.

## Кар'єра в збірній
Виступав за збірну Іспанії до 18 років, в складі якої 2018 року став переможцем Середземноморських ігор.

## Особисте життя
Народився у місті Кільмес, Аргентина, але виріс у Рінкон-де-ла-Вікторія (провінція Малага).

## Статистика виступів
Станом на 4 травня 2025 
| Клуб              | Сезон             | Чемпіонат           | Чемпіонат | Чемпіонат | Кубок | Кубок | Єврокубки | Єврокубки | Інші  | Інші | Всього | Всього |
| Клуб              | Сезон             | Дивізіон            | Матчі     | Голи      | Матчі | Голи  | Матчі     | Голи      | Матчі | Голи | Матчі  | Голи   |
| ----------------- | ----------------- | ------------------- | --------- | --------- | ----- | ----- | --------- | --------- | ----- | ---- | ------ | ------ |
| Малага Б          | 2017–18           | Терсера Дивізіон    | 3         | 0         | 0     | 0     | —         | —         | —     | —    | 3      | 0      |
| Малага Б          | 2018–19           | Сегунда Дивізіон Б  | 24        | 2         | 0     | 0     | —         | —         | —     | —    | 24     | 2      |
| Малага Б          | 2019–20           | Терсера Дивізіон    | 15        | 3         | 0     | 0     | —         | —         | —     | —    | 15     | 3      |
| Малага Б          | 2021–21           | Терсера Дивізіон    | 22        | 7         | 0     | 0     | —         | —         | —     | —    | 22     | 7      |
| Малага Б          | Всього            | Всього              | 64        | 12        | 0     | 0     | 0         | 0         | 0     | 0    | 64     | 12     |
| Малага            | 2017–18           | Ла-Ліга             | 1         | 0         | 0     | 0     | —         | —         | —     | —    | 1      | 0      |
| Малага            | 2020–21           | Сегунда Дивізіон    | 3         | 1         | 1     | 1     | —         | —         | —     | —    | 4      | 2      |
| Малага            | Всього            | Всього              | 4         | 1         | 1     | 1     | 0         | 0         | 0     | 0    | 5      | 2      |
| Реал Бетіс Б      | 2021–22           | Прімера Федерасьйон | 28        | 2         | 0     | 0     | —         | —         | —     | —    | 28     | 2      |
| Реал Бетіс Б      | 2022–32           | Сегунда Федерасьйон | 10        | 5         | 0     | 0     | —         | —         | —     | —    | 10     | 5      |
| Реал Бетіс Б      | Всього            | Всього              | 38        | 7         | 0     | 0     | 0         | 0         | 0     | 0    | 38     | 7      |
| Реал Бетіс        | 2022–23           | Ла-Ліга             | 6         | 1         | 0     | 0     | 0         | 0         | —     | —    | 6      | 1      |
| Реал Бетіс        | 2023–24           | Ла-Ліга             | 5         | 0         | 3     | 0     | 0         | 0         | —     | —    | 8      | 0      |
| Реал Бетіс        | Всього            | Всього              | 11        | 1         | 3     | 0     | 0         | 0         | 0     | 0    | 14     | 1      |
| → Леганес         | 2023–24           | Сегунда Дивізіон    | 16        | 4         | 0     | 0     | —         | —         | —     | —    | 16     | 4      |
| Леганес           | 2024–25           | Ла-Ліга             | 30        | 4         | 4     | 3     | —         | —         | —     | —    | 34     | 7      |
| Леганес           | Всього            | Всього              | 46        | 8         | 4     | 3     | 0         | 0         | 0     | 0    | 50     | 11     |
| Всього за кар'єру | Всього за кар'єру | Всього за кар'єру   | 163       | 29        | 8     | 4     | 0         | 0         | 0     | 0    | 171    | 33     |

## Досягнення
«Леганес»
- Переможець Сегунди Дивізіону: 2023–24[25]

Збірна Іспанії (до 18)
- Переможець Середземноморських ігор: 2018

Особисті досягнення
- Гол місяця Ла-Ліги: серпень 2024[26]